# Cassipourea gossweileri
Cassipourea gossweileri är en tvåhjärtbladig växtart som beskrevs av Arthur Wallis Exell. Cassipourea gossweileri ingår i släktet Cassipourea, och familjen Rhizophoraceae. Inga underarter finns listade i Catalogue of Life.